# Епархия Реджо-Эмилия-Гвасталла
Епархия Реджо-Эмилия-Гвасталла (лат. Dioecesis Placentina-Bobiensis, итал. Diocese of Reggio Emilia-Guastalla) — епархия Римско-католической церкви в Эмилии-Романье (Италия). В своём нынешнем виде существует с 1986 года, когда историческая епархия Реджио-Эмилии была объединена с епархией Гвасталлы. Входит в состав арихепархии Модена-Нонантола. В настоящее время епархией управляет епископ Джакомо Моранди.

## История
Епархия Реджо-Эмилия (лат. Dioecesis Regiensis in Aemilia) существует по меньшей мере с V века. Местная легенда относит учреждение епархии к I веку и провозглашает первым епископом Реджо святого Протасия, ученика святого Аполлинария Равеннского. В то же время, документально подтверждено, что епископы в Реджо находятся с 451 года, начиная с Фавентия. Римско-католическая церковь признаёт святого Протасия первым епископом Реджо, а также пять-шесть исторических епископов, предшественников Фавентия, таким образом епископальные даты датируются первой половиной IV века.
Епархия Реджо-Эмилия входила в состав Равеннского экзархата, византийской провинции на северо-востоке Италии, завоёванной в VI веке лангобардами. При Альбоин е город становится одним из центров государства лангобардов. В VIII веке король франков Пипин Короткий отвоевал у лангобардов ряд городов, в том числе и Реджо-Эмилию, пожертвовав их церкви. Впрочем, частью папских владений город стал позже и лишь на короткое время. В 1002 году город отошёл к маркграфам Тосканским, которые обосновались в близлежащем Каносском замке. После смерти маркграфини Матильды Тосканской папы неоднократно требовали передать город Риму, напоминая о «Пипиновом даре», в то время как императоры претендовали на Реджо-Эмилию, считая его леном Священной Римской империи.
С XII века Реджо выступал как самостоятельная городская республика. В начале XIV веке им управляли викарии императоров Генриха VII и Людвига Баварского. Тогда же к борьбе за Реджо подключились вельможные семейства д’Эсте, Гонзага и Висконти, соперничая за город с папами римскими.
При кардинале Бертране дю Пойе в 1322 году Реджо-Эмилия на некоторое время оказался под властью папы. В 1331 году Иоганн Люксембургский признал сюзеренитет папы над Реджо, а также Пармой и Моденой, став лордом города, но затем продал его Фольяни, от которых Реджо-Эмилия в 1335 году перешёл к Луиджи Гонзага из Мантуи, который продал его Галеаццо II Висконти из Милана. В 1409 году Реджо-Эмилия вернулся моденской линии Дома Эсте. Папы всё это время продолжали утверждать, что являются сюзеренами Реджо-Эмилии. Лишь после Феррарской войны Реджо подчинился Папе Юлию II, но ненадолго. Во время войны Коньякской лиги император Карл V обязался отдать Реджо папам, но не сделал этого по её окончании.
Во время наполеоновских войн Реджо стал частью Циспаданской республики, а затем наполеоновского Королевства Италия. В 1810 году герцогом Реджо и Империи стал один из маршалов Наполеона Никола Шарль Удино. После разгрома наполеоновской Империи Реджо вновь стал частью Моденского герцогства, которому и принадлежал до 1859 года, став затем частью Итальянского королевства.

## Территория
Территория епархии значительно больше, чем провинции Реджо-нель-Эмилия. Помимо всех муниципалитетов провинции (за исключением Роло, отнесённого к епархии Карпи), она включает в себя часть муниципалитетов провинции Модена, в том числе, Сассуоло, Фрассиноро, Приньяно-сулла-Секкья и Монтефьорино.
Центром епархия является город Реджо-нель-Эмилия, в котором находится главный кафедральный собор Успения Богородицы (итал. Cattedrale di Santa Maria Assunta). Второй кафедральный собор, Святого Петра (итал. Concattedrale di San Pietro Apostolo), расположен в Гвасталле. Также на территории епархии есть две малые базилики: базилика Мадонна-делла-Гьяра в Реджо-нель-Эмилии и базилика Святого Марка в Боретто.
Епархия разделена 318 приходов, объединённых в 11 викариатств: Реджо-нель-Эмилия, Рубьера—Скандиано, Корреджо, Гвасталла, Кастельново-ди-Сотто—Сант-Иларио-д’Энца, Валь-д’Энца, Пуйанелло, Сассуоло, Пьетра-ди-Бизмантова, Черварецца и Вилла-Миноццо—Тоано.

## Статистика
На конец 2014 года на территории епархии проживало 566 126 человек, из них католиками были 506 300 (89,4 %).
| год                            | население | население | население | священники | священники        | священники         | священники                           | постоянные диаконы | монахи  | монахи  | приходы |
| год                            | католики  | всего     | %         | всего      | белое духовенство | черное духовенство | число католиков на одного священника | постоянные диаконы | мужчины | женщины | приходы |
| ------------------------------ | --------- | --------- | --------- | ---------- | ----------------- | ------------------ | ------------------------------------ | ------------------ | ------- | ------- | ------- |
| Епархия Реджо-Эмилии           |           |           |           |            |                   |                    |                                      |                    |         |         |         |
| 1950                           | 349 000   | 349 500   | 99,9      | 429        | 403               | 26                 | 813                                  |                    | 32      | 302     | 256     |
| 1969                           | 353 481   | 354 284   | 99,8      | 462        | 402               | 60                 | 765                                  |                    | 96      | 789     | 272     |
| 1980                           | 391 907   | 393 918   | 99,5      | 404        | 348               | 56                 | 970                                  | 13                 | 73      | 597     | 282     |
| Епархия Гвасталлы              |           |           |           |            |                   |                    |                                      |                    |         |         |         |
| 1950                           | 70 000    | 70 000    | 100,0     | 81         | 73                | 8                  | 864                                  |                    | 10      | 101     | 29      |
| 1970                           | 64 000    | 64 000    | 100,0     | 59         | 52                | 7                  | 1.084                                |                    | 9       | 165     | 30      |
| 1980                           | 65 345    | 65 445    | 99,8      | 50         | 47                | 3                  | 1.306                                |                    | 3       | 116     | 30      |
| Епархия Реджо-Эмилия-Гвасталлы |           |           |           |            |                   |                    |                                      |                    |         |         |         |
| 1990                           | 453 016   | 458 095   | 98,9      | 422        | 370               | 52                 | 1.073                                | 41                 | 64      | 583     | 319     |
| 1999                           | 465 134   | 480 114   | 96,9      | 377        | 332               | 45                 | 1.233                                | 70                 | 55      | 444     | 319     |
| 2000                           | 465 624   | 480 624   | 96,9      | 365        | 317               | 48                 | 1.275                                | 70                 | 62      | 420     | 319     |
| 2001                           | 474 084   | 489 727   | 96,8      | 363        | 313               | 50                 | 1.306                                | 68                 | 62      | 395     | 319     |
| 2002                           | 479 517   | 495 273   | 96,8      | 346        | 301               | 45                 | 1.385                                | 67                 | 55      | 375     | 319     |
| 2003                           | 484 893   | 501 911   | 96,6      | 346        | 296               | 50                 | 1.401                                | 67                 | 58      | 373     | 319     |
| 2004                           | 485 527   | 508 677   | 95,4      | 337        | 292               | 45                 | 1.440                                | 67                 | 69      | 375     | 319     |
| 2010                           | 504 133   | 569 853   | 88,5      | 317        | 273               | 44                 | 1.590                                | 79                 | 58      | 299     | 318     |
| 2014                           | 506 300   | 566 126   | 89,4      | 279        | 243               | 36                 | 1.814                                | 99                 | 53      | 308     | 318     |

## Епископы

### Епископы Реджо-Эмилии
Ниже приведён список епископов епархии Реджо-Эмилия, существовавшей до 1986 года:

| - 328 ? — святой Протасий † - 345 ? — Кроматиус (итал. Cromazio) † - 362 ? — Антонино (итал. Antonino) † - 379 ? — Элия (итал. Elia) † - 396 ? — Сантино (итал. Santino) † - 413 ? — Карозий (итал. Carosio) † - 451 (упоминается) — Фавентий (итал. Favenzio) † - V век — Элпидий (итал. Elpidio) † - ? — 25 June 466 ? — святой Проспер Реджийский (итал. Prospero di Reggio Emilia) † - 511 ? — Стефано (итал. Stefano) † - 533 ? — Адеодат или Деусдедит (итал. Adeodato o Deusdedit) † - 554 или 555 ? — Теодосио или Теодоро (итал. Teodosio o Teodoro) † - 577 ? — Донодидио (итал. Donodidio) † - 599 ? — Адриано (итал. Adriano) † - 622 ? — Бенедикт (итал. Benenato) † - 644 ? — Павел I (итал. Paolo I) † - 666 ? — Лупиано или Ульпиано (итал. Lupiano o Ulpiano) † - 680 (упоминается) — Маурицио (итал. Maurizio) † - 690 ? — Костантино (итал. Costantino) † - 701—714 ? — благословенный Томмазо (итал. Tommaso) † - 714 — Джованни (итал. Giovanni) † - 726 ? — Систо или Каллисто (итал. Sisto o Callisto) † - около 751 (упоминается) — Джеминиано (итал. Geminiano) † - до 756 — после 781 — Аполинарий (итал. Apollinare) † - 800 ? (упоминается) — Адельмо (итал. Adelmo) † - до 822 — после 835 — Норперто или Нодеберто (итал. Norperto o Nodeberto) † - 838 ? (упоминается) — Витале (итал. Vitale) † - до 844 — после 857 — Зигфрид (итал. Sigifredo) † - 874 ? (упоминается) — Ротфрид (итал. Rotfrido) † - 877 (упоминается) — Аццо I (итал. Azzo I) или Амоне (итал. Amone) или Арноне (итал. Arnone) † - до декабря 878—881 — Павел II (итал. Paolo II) † - до февраля 882 — после апреля 885 ? — Аронне (итал. Aronne) † - до октября 890 — после сентября 899 — Аццо II (итал. Azzo II) † (умер) - до октября 900 — после июня 915 — Пьетро (итал. Pietro) † - 923 (упоминается) — Фредольфо (итал. Fredolfo) † - Джирардо или Готтардо (итал. Girardo o Gottardo) † - до август 942 — после марта 944 — Арибальдо или Эриберто или Джирберто (итал. Aribaldo o Eriberto o Girberto) † - до 945 — после 952 — Аделардо (итал. Adelardo) † - до 962 — после август 979 — Эрменальдо или Эрманно (итал. Ermenaldo o Ermanno) † - до 980 — после декабря 1029 — Тевзон (итал. Teuzone) † - до мая 1031 — после 1046 — Зигфрид II (итал. Sigifredo (o Sifredo) II) † - упоминается в 1050 — Конон или Конделаудо (итал. Conone o Condelaudo) † - 1053 или 1054 — после марта 1060 — Адальберио или Альберио (итал. Adalberio o Alberio) † - около 1062 — после мая 1065 — Вольмаро (итал. Volmaro) † - до декабря 1066—1082 — Гандольфо (итал. Gandolfo) † (deposto) - 1082 — около 1085 — святой Ансельмо ди Лукка (итал. Anselmo di Lucca) † (апостольский администратор) - около 1085 — после сентября 1092 — Эриберто или Эуберто (итал. Eriberto o Euberto) † (умер) - 1092 — после 1093 — Лодовико (итал. Lodovico) † - до апреля 1098 — 10 мая 1118 — Бонсениоре или Бонсиньор (итал. Bonseniore o Bonsignore) † (умер) - до февраля 1123 — после декабря 1136 — Адельмо или Аделельмо (итал. Adelmo o Adelelmo) † | - до марта 1140 — 5 апреля 1163 — Альберио (итал. Alberio) † (умер) - 1163 — 28 август 1187 — Альбериконе или Альберико (итал. Albericone o Alberico) † (умер) - до 10 сентября 1187 — ноябрь 1210 — Пьетро (итал. Pietro) † (умер) - 1 июня 1211 — август 1243 — Никколо Мальтраверси (итал. Niccolò Maltraversi) † (умер) - сентября или октябрь 1243 — 5 август 1283 — Гульельмо да Фольяно (итал. Guglielmo da Fogliano) † (умер) - 5 августа 1283 — 22 июня 1290 — вакантно - 22 июня 1290 — 3 сентября 1301 — Гульельмо да Боббио (итал. Guglielmo da Bobbio), O.F.M. † (умер) - 30 апреля 1302 — 29 апреля 1312 — Энрико де Казалорси или Казалоччи (итал. Enrico de Casalorci o Casalocci) † (умер) - 19 декабря 1312 — 11 октября 1329 — Гуидо да Байсио I (итал. Guido da Baisio I) † (назначен епископом Римини) - 11 октября 1329 — 27 июня 1332 — Гуидо Роберти (итал. Guido Roberti) † (назначен архиепископом Равенны) - 1334—1336 — Томмасино Фольяни (итал. Tommasino Fogliani) † (апостольский администратор) - 10 мая 1336—1337 — Роландо Скарампи (итал. Rolando Scarampi) † (подал в отставку) - 6 октября 1339—1362 — Бартоломео д’Асти (или д’Ивреа) (итал. Bartolomeo d'Asti (o d'Ivrea)) † (умер) - 6 марта 1363 — после 9 июля 1379 — Лоренцо (итал. Lorenzo) † (умер) - 1 января 1380 — до 16 декабря 1387 — Серафино Тавацци да Трино (итал. Serafino Tavacci da Trino), O.F.M. † (назначен епископом Санта-Джусты) - 24 июля 1387 — после 10 октября 1394 — Уголино да Сессо (итал. Ugolino da Sesso) † (умер) - 3 апреля 1395 — 6 января 1439 — Тебальдо да Сессо (итал. Tebaldo da Sesso), O.S.B. † (умер) - 16 января 1439 — 19 октября 1444 — Джакомо Антонио делла Торре (итал. Giacomo Antonio della Torre) † (назначен епископом Модены) - 19 октября 1444 — 12 мая 1466 — Баттиста Паллавичино (итал. Battista Pallavicino) † (умер) - 28 мая 1466 — 5 мая 1476 — Антонио Бельтрандо (итал. Antonio Beltrando) † (умер) - 9 июня 1477 — 7 января 1508 — Бонфранческо Арлотти (итал. Bonfrancesco Arlotti) † (умер) - 7 января 1508 — 18 октября 1510 — Джанлука Кастеллини (Дель Поццо) (итал. Gianluca Castellini (Del Pozzo)) † (умер) - 18 октября 1510 — 28 август 1540 — Уго Рангоне (итал. Ugo Rangone) † (умер) - 24 сентября 1540 — 29 февраля 1544 — Марчелло Червини (итал. Marcello Cervini) (назначен епископом Губбио, в 1555 году избран папой под именем Марцелл II) - 2 апреля 1544 — 22 января 1549 — Грегорио Андреази (итал. Giorgio Andreasi) † (умер) - 22 января 1549 — 28 марта 1569 — Джамбаттиста Гросси (итал. Giambattista Grossi) † (умер) - 15 апреля 1569 — 14 октября 1575 — Эустакио Локателли (итал. Eustachio Locatelli), O.P. † (умер) - 19 октября 1575 — 9 марта 1578 — Франческо Мартелли (итал. Francesco Martelli) † (умер) - 9 апреля 1578 — 26 август 1585 — Бенедетто Манцоли (итал. Benedetto Manzoli) † (умер) - 7 октября 1585 — 2 сентября 1592 — Джулио Мазетти (итал. Giulio Masetti) † (умер) - 16 декабря 1592 — 2 сентября 1621 — Клаудио Рангони (итал. Claudio Rangoni) † (умер) - 13 октября 1621 — 13 мая 1624 — Алессандро Д’Эсте (итал. Alessandro d'Este) † (умер) - 7 апреля 1625 — 26 июня 1650 — Паоло Коккапани (итал. Paolo Coccapani) † (умер) - 5 декабря 1650 — 23 апреля 1660 — Ринальдо д’Эсте (итал. Rinaldo d'Este) † (подал в отставку) - 24 января 1661 — 3 октября 1661 — Джироламо Кодебо (итал. Girolamo Codebò) † (умер) - 27 февраля 1662 — 22 мая 1674 — Джанагостино Марлиани (итал. Gianagostino Marliani) † (умер) - 28 января 1675 — 20 июля 1700 — Аугусто Беллинчини (итал. Augusto Bellincini) † (умер) - 14 марта 1701 — декабрь 1722 — Оттавио Пиченарди (итал. Ottavio Picenardi) † (умер) - 12 мая 1723 — 21 ноября 1750 — Лодовико Форни (итал. Lodovico Forni) † (подал в отставку) - 7 декабря 1750 — 4 апреля 1785 — Джованни Мария Кастельветро (итал. Giovanni Maria Castelvetro) † (умер) - 26 сентября 1785 — 17 мая 1821 — Франческо Мария Д’Эсте (итал. Francesco Maria d'Este) † (умер) - 19 апреля 1822 — 5 июня 1825 — Анджело Мария Фикарелли (итал. Angelo Maria Ficarelli) † (умер) - 3 июля 1826 — 7 января 1849 — Филиппо Каттани (итал. Filippo Cattani) † (умер) - 20 апреля 1849 — 23 1866 — Пьетро Рафаэлли (итал. Pietro Raffaelli) † (умер) - 27 марта 1867 — 22 мая 1873 — Карло Макки (итал. Carlo Macchi) † (умер) - 25 июля 1873 — 26 января 1886 — Гуидо Рокка (итал. Guido Rocca) † (умер) - 7 июня 1886 — 20 октября 1901 — Винченцо Маникарди (итал. Vincenzo Manicardi) † (умер) - 16 декабря 1901 — 29 апреля 1910 — Артуро Марки (итал. Arturo Marchi) † (назначен архиепископом Лукки) - 12 октября 1910 — 13 ноября 1945 — Эдуардо Бреттони (итал. Eduardo Brettoni) † (умер) - 13 февраля 1946 — 16 января 1965 — Беньямино Сокке (итал. Beniamino Socche) † (умер) - 27 марта 1965 — 30 сентября 1986 — Джильберто Барони (итал. Gilberto Baroni) † |

### Епископы Гвасталлы
Ниже приведён список епископов епархии Гвасталла (1812—1986):
- 15 декабря 1828 — 21 ноября 1836 — Джованни Томмазо Нойшель[итал.] (итал. Giovanni Tommaso Neuschel), O.P. † (назначен епископом Борго-Сан-Доннино[итал.])
- 21 ноября 1836 — 15 сентября 1854 — Пьетро Джованни Занарди (итал. Pietro Giovanni Zanardi) † (умер)
- 23 марта 1855 — 27 октября 1871 — Пьетро Рота (итал. Pietro Rota) † (назначен епископом Мантуи[итал.])
- 27 октября 1871 — 30 сентября 1884 — Франческо Бенасси (итал. Francesco Benassi) † (подал в отставку)
- 10 ноября 1884 — 21 марта 1890 — Просперо Курти (итал. Prospero Curti) † (умер)
- 23 июня 1890 — 1 июня 1891 — благословенный Андреа Карло Феррари (итал. Andrea Carlo Ferrari) † (назначен епископом Комо[итал.])
- 14 декабря 1891 — 30 ноября 1896 — Пьетро Респиги (итал. Pietro Respighi) † (назначен архиепископом Феррары)
- 30 ноября 1896 — 13 апреля 1897 — Энрико Грациоли (итал. Enrico Grazioli) † (подал в отставку)
- 19 апреля 1897 — 29 апреля 1909 — Андреа Сарти (итал. Andrea Sarti) † (назначен епископом Пистои и Прато)
- 15 марта 1910—1923 — Агостино Каттанео (итал. Agostino Cattaneo) † (умер)
- 25 мая 1923 — 7 июля 1932 — Джордано Корсини (итал. Giordano Corsini) † (подал в отставку)
- 16 сентября 1932 — 6 мая 1960 — Джакомо Заффрани (итал. Giacomo Zaffrani) † (умер)
- 6 мая 1960 — 15 август 1970 — Анджело Дзамбарбьери (итал. Angelo Zambarbieri) † (умер)
  - 15 августа 1970—10 февраля 1973 — Вакантно
- 10 февраля 1973 — 30 сентября 1986 — Джильберто Барони (итал. Gilberto Baroni) †

### Епископы Реджо-Эмилии-Гвасталлы
Ниже приведён список епископов объединённой епархии Реджо-Эмилия-Гвасталла, созданной в 1986 году:
- 30 сентября 1986 — 11 июля 1989 — Джильберто Барони (итал. Gilberto Baroni) † (отозван)
- 11 июля 1989 — 27 июня 1998 — Джованни Паоло Джибертини (итал. Giovanni Paolo Gibertini), O.S.B. (отозван)
- 27 июня 1998 — 29 сентября 2012 — Адриано Каприоли (итал. Adriano Caprioli) (отозван)
- 29 сентября 2012 — 10 января 2022 — Массимо Камизаска[итал.] (итал. Massimo Camisasca), F.S.C.B.;
- 10 января 2022 — по н. в. — Джакомо Моранди.